# Велко Семков
Велко Цанов Семков е български партизанин и политик от Българска комунистическа партия.

## Биография
Роден е на 5 февруари 1923 г. в Кула. Започва работа още като ученик като пече тухли, чука камъни, носи вар и тухли. От 1940 г. е член на РМС, като само за 1 година влиза в нейното ръководство. Завършва гимназия през 1942 г. и влиза в казармата като войник от трети пехотен бдински полк. Там е разкрит и арестуван и разпитван. Осъден е на 1,5 години затвор, които излежава във Видин. През 1944 г. е освободен и влиза в нелегалния околийски комитет на РМС и става ятак на Партизанския отряд „Георги Бенковски“. От началото на август 1944 г. влиза в отряда. На 9 септември участва в налагането на властта в Белоградчик, Видин и Кула, както и в защитата на Кула от немските войски. Същият месец е избран за първи секретар на Околийския комитет на РМС в Кула. По-късно е част от Областния комитет на РМС във Враца, а после ръководи военния отдел на комитета. През 1947 г. е избран за първи секретар на Околийския комитет на БКП. От 1951 г. е секретар по организационните въпроси в Областния комитет на БКП във Враца. Скоро след това е назначен за първи секретар на Околийския комитет на БКП в Кула, където партийното ръководство е сменено, заради престараване в насилията при колективизацията, довело до Кулските събития.
През 1957 г. завършва Московската висша партийна школа. От септември 1957 г. е секретар на Областния комитет на БКП във Враца. От 1958 г. е председател на Окръжния народен съвет във Видин, а от 1960 г. е първи секретар на Окръжния комитет на БКП във Видин. В периода 1962 – 1976 г. е член на ЦК на БКП. На 1 август 1969 г. е назначен за първи заместник-председател на Комитета за държавен и народен контрол. Депутат от V и VI народни събрания. От 1986 г. е заместник-председател на Централната контролно ревизионна комисия на БКП. Умира на 6 август 1989 г. във Варна.